# San José Tenango
San José Tenango là một đô thị thuộc bang Oaxaca, México. Năm 2005, dân số của đô thị này là 18120 người.